# Xianglong zhaoi
Xianglong zhaoi (лат.) — вид ископаемых чешуйчатых мелового периода из подотряда игуанообразных, найденный в провинции Ляонин в Китае. Известен единственный полный скелет с отпечатком кожи. Образец найден в барремском ярусе нижнего мела. Наиболее примечательной особенностью Xianglong zhaoi являются её удлинённые рёбра, по восемь на каждой стороне. Они поддерживали кожистую мембрану, позволявшую ящерице планировать по воздуху. Кладистической анализ показал, что она относилась к подотряду игуанообразных, куда относятся семейства игуановых (Iguanidae), агамовых (Agamidae) и хамелеонов (Chamaeleonidae).
Длина образца составляет 15,5 сантиметра, из которых 9,5 см приходятся на хвост. Но это, видимо, была ещё не взрослая особь. Пока это единственный ископаемый вид планирующих ящериц, хотя есть не родственные ей живые существа, использующие рёбра, чтобы планировать по воздуху.